# Schöne Maid
Schöne Maid ist ein Schlager von Tony Marshall aus dem Jahr 1971. Es beruht auf einem neuseeländischen Volkslied und wurde zum Millionenseller.

## Entstehungsgeschichte
Nach einigen erfolglosen Singles zu Beginn seiner Karriere lernte Marshall anlässlich des Erdbeerfests in Staufenberg bei Baden-Baden den Musikproduzenten Jack White kennen. Bei den ersten gemeinsamen Produktionen bemerkte White, dass er „mit Tony eine Stimmungskanone im Stall hatte“, mit dem es sich lohnen konnte, fröhliche Lieder einzuspielen. 
Bei der Suche nach passenden Songs mit Potenzial stieß White auf die Platte Iaora Tahiti (Barclay MB 28.046) des Orchesters Arthur Iriti aus dem Jahr 1968. Darauf war die neuseeländische Volksweise Nau haka taranga, ein Volkslied der Māori, zu hören. White ging vor allem der Refrain mit der Hookline „Hoea hoea ra“ ins Ohr. Am Abend schrieb er dazu den deutschen Text über die „Schöne Maid“.
Als gemeinfreies Werk unterlag die Volksweise keinem Urheberrecht, so dass White als Bearbeiter sich und seinen Young Musikverlag die Rechte an der deutschen Fassung sicherte. Eigentlich wollte Marshall das Lied nicht singen, weshalb er sich nach eigener Aussage vor der Aufnahme mit Chianti einen Schwips angetrunken hatte. Er hoffte, White würde ihn deshalb aus dem Tonstudio werfen. Marshall hatte zunächst zugesagt, weil seine erste ambitionierte Single ein Flop war, er aber für seine Familie das Geld brauchte. Arrangiert wurde das Lied von Jo Plée, für die Produktion zeichnete ebenfalls White verantwortlich.

## Veröffentlichung und Erfolg
Marshall präsentierte Schöne Maid erstmals im April 1971 einem Publikum im Kurhaus Baden-Baden. Die Single Schöne Maid / Aus lauter Liebe zu Dir (Ariola 14891) wurde im selben Monat veröffentlicht. Im August 1971 erschien eine englischsprachige Version mit dem Titel Pretty Maid (Ariola 10507). Im Januar 1972 erschien das Lied als Teil der gleichnamigen LP.

## Rezeption

### Charts und Chartplatzierungen
Schöne Maid stieg erstmals am 14. Juni 1971 auf Rang 35 der deutschen Singlecharts ein. Seine beste Chartnotierung erreichte das Lied in der Chartwoche vom 6. März 1972 mit Rang drei. Die Single platzierte sich 56 Wochen in den Charts, 24 davon in den Top 10. Das letzte Mal konnte es sich in der Chartwoche vom 3. Juli 1972 in den Charts platzieren.  Damit zählt Schöne Maid zu den erfolgreichsten Dauerbrennern der Chartgeschichte. Es ist die einzige Single der 1970er-Jahre, die sich über ein Jahr lang in den deutschen Charts platzieren konnte. 1971 platzierte sich das Lied auf Rang neun der Single-Jahrescharts sowie auf Rang vier im Jahr 1972.
In der Schweiz stieg das Lied erstmals am 20. Juli 1971 auf Rang neun ein und erreichte zwei Wochen später mit Rang sechs seine beste Platzierung. Mit einer vier wöchigen Unterbrechung, zwischen August und September, konnte sich die Single zehn Wochen in den Charts, allesamt in den Top 10, platzieren. Letztmals platzierte es sich in der Chartwoche vom 19. Oktober 1971. In Belgien stieg Schöne Maid erstmals am 5. Februar 1972 auf Rang 16 ein. Seine beste Platzierung gelang dem Lied vier Wochen später am 4. März 1972 mit Rang zwei, wo es sich zwei Wochen hielt.
Die Single konnte sich 14 Wochen in den Charts platzieren, letztmals in der Chartwoche vom 6. Mai 1972. Für acht Wochen hielt sich die Single in den Top 10. Am Ende des Jahres belegte es Rang 20 in den Jahrescharts. In den Niederlanden stieg das Lied erstmals in der Chartwoche vom 8. Januar 1972 auf Rang 34 ein. Seine beste Chartnotierung erreichte es am 5. Februar 1972 mit ebenfalls Rang zwei. Bis zum 18. März 1972 platzierte sich Schöne Maid elf Wochen in den Charts, sieben davon in den Top 10. In den Jahrescharts des Jahres 1972 belegte das Lied Rang 23.
Schöne Maid avancierte in allen vier Ländern zum ersten Charthit für Marshall. In Belgien, den Niederlanden und der Schweiz konnte sich keine Single von Marshall höher oder länger in den Charts platzieren, in Deutschland konnte sich ebenfalls keine länger platzieren.
| ChartsChartplatzierungen  | Höchstplatzierung | Wochen |
| ------------------------- | ----------------- | ------ |
| Deutschland (GfK)         | 3 (56 Wo.)        | 56     |
| Flandern (Ultratop)       | 2 (14 Wo.)        | 14     |
| Niederlande (Media Markt) | 2 (11 Wo.)        | 11     |
| Schweiz (IFPI)            | 6 (10 Wo.)        | 10     |

| ChartsJahrescharts (1971) | Platzierung |
| ------------------------- | ----------- |
| Deutschland (GfK)         | 9           |

| ChartsJahrescharts (1972) | Platzierung |
| ------------------------- | ----------- |
| Deutschland (GfK)         | 4           |
| Flandern (Ultratop)       | 20          |
| Niederlande (Media Markt) | 23          |

### Auszeichnungen für Musikverkäufe
Tony Marshall bekam für Schöne Maid eine Goldene Schallplatte, von seinem Musiklabel, für über 500.000 verkaufte Einheiten in Deutschland. Damit zählt das Lied zu den meistverkauften Schlagern des Landes in den 1970er-Jahren. Weltweit verkaufte sich die Single über drei Millionen Mal, womit es der meistverkaufte Tonträger von Marshall ist.
| Land/Region        | Auszeichnungen für Musikverkäufe (Land/Region, Auszeichnung, Verkäufe) | Verkäufe |
| ------------------ | ---------------------------------------------------------------------- | -------- |
| Deutschland (BVMI) | Gold                                                                   | 500.000  |
| Insgesamt          | 1× Gold ·                                                              | 500.000  |

## Coverversionen
Von Schöne Maid gibt es mindestens 18 Coverversionen. Am bekanntesten ist die der deutschen Fußballnationalmannschaft, die den Titel 1973 für die Fußball-Weltmeisterschaft 1974 auf der von Jack White produzierten LP Fußball ist unser Leben einspielte. Die Toten Hosen brachten auf der 1987 erschienenen LP Never Mind The Hosen – Here’s Die Roten Rosen ein Punk-Medley mit dem Stimmungslied heraus.